# Alexandru Macedonski
Alexandru Macedonski (ur. 14 marca 1854 w Bukareszcie, zm. 24 listopada 1920 tamże) – rumuński poeta i prozaik, piszący także w języku francuskim.
Syn generała Alexandru D. Macedonskiego i Marii z d. Fisența. Przedstawiciel symbolizmu. Zajmował się także krytyką literacką. Macedonski jest autorem opublikowanego w 1913 r. opowiadania Oceania-Pacyfik-Dreadnought, będącego jednym z pierwszych w literaturze rumuńskiej utworów zaliczanych do fantastyki naukowej.

## Twórczość
- Tomiki wierszy
  - Prima verba (1872)
  - Poesii (1882)
  - Excelsior (1895)
  - Flori sacre (1912)
  - Poema rondelurilor (1927)
- Proza:
  - Dramă banală (1896)
  - Cartea de aur (1902)
  - Le calvaire de feu (1906)
  - Thalassa (1915)
  - Nuvele (1923)
- Sztuki teatralne
  - Moartea lui Dante Alighieri (1916)